# La Malmaison
La Malmaison ist eine französische Gemeinde mit 403 Einwohnern (Stand 1. Januar 2022) im Département Aisne in der Region Hauts-de-France; sie gehört zum Arrondissement Laon und zum Kanton Villeneuve-sur-Aisne.

## Lage
Die Gemeinde La Malmaison liegt am Nordwestrand der „Trockenen Champagne“ an der Grenze zum Département Ardennes, etwa 22 Kilometer östlich von Laon und 30 Kilometer nördlich von Reims. Unmittelbar nördlich von La Malmaison schließt sich der Truppenübungsplatz Camp de Sissonne an. Zu La Malmaison gehören die Weiler Frontigny, Magnivillers und Roberchamp. Im Südosten des Gemeindegebietes steht ein Windpark mit sechs Windkraftanlagen.

## Bevölkerungsentwicklung
| Jahr      | 1962 | 1968 | 1975 | 1982 | 1990 | 1999 | 2006 | 2012 | 2022 |
| Einwohner | 428  | 389  | 356  | 302  | 337  | 363  | 402  | 415  | 403  |

## Sehenswürdigkeiten

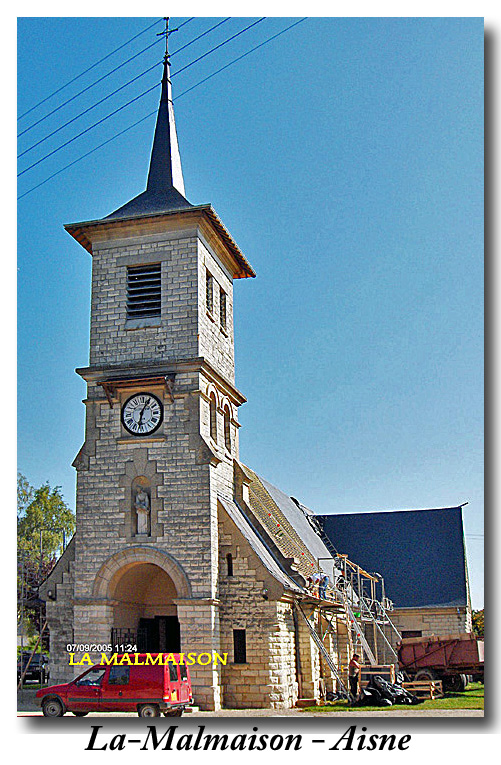
Kirche Saint-Michel
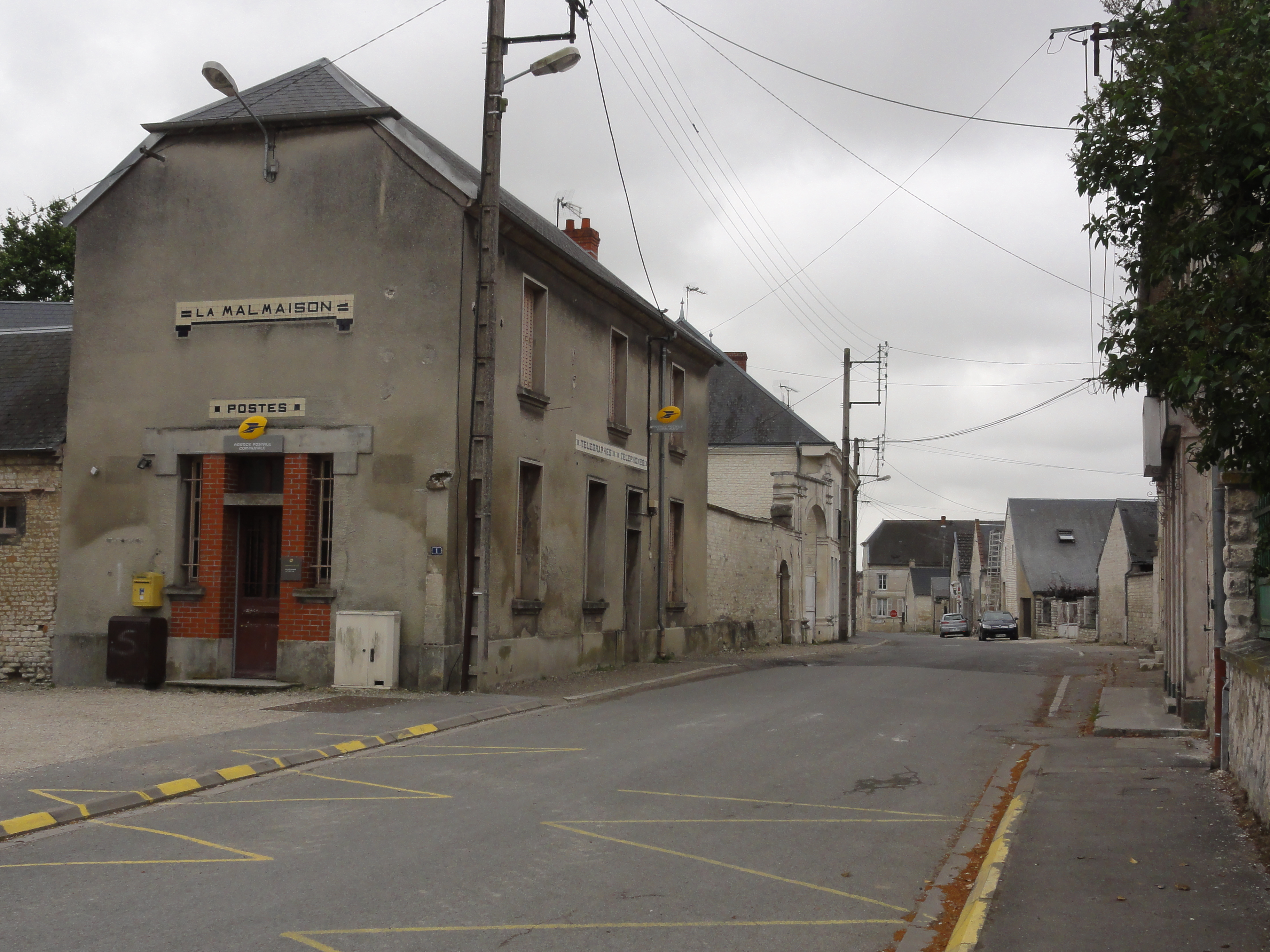
Postamt
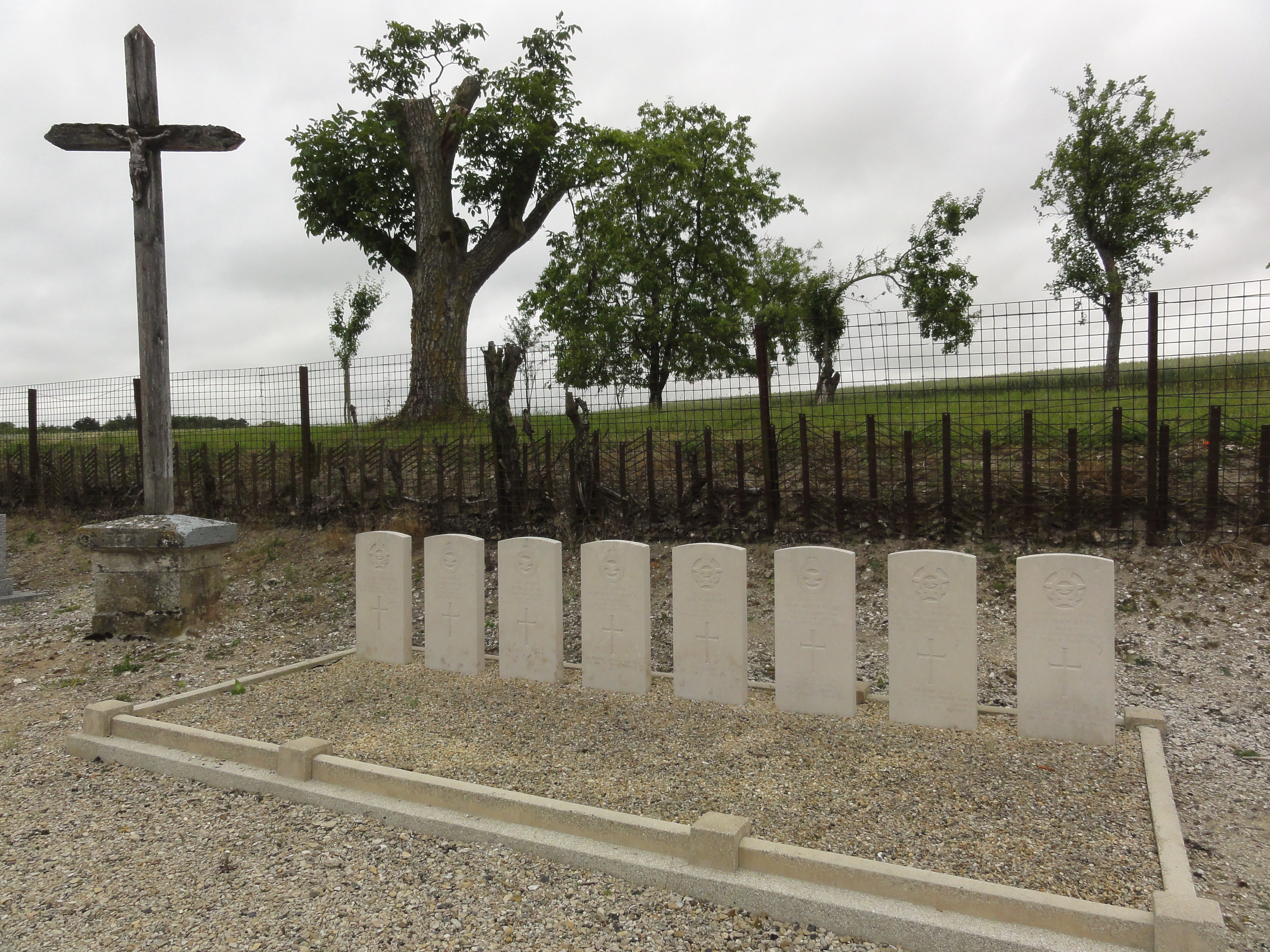
Soldatengräber des Commonwealth
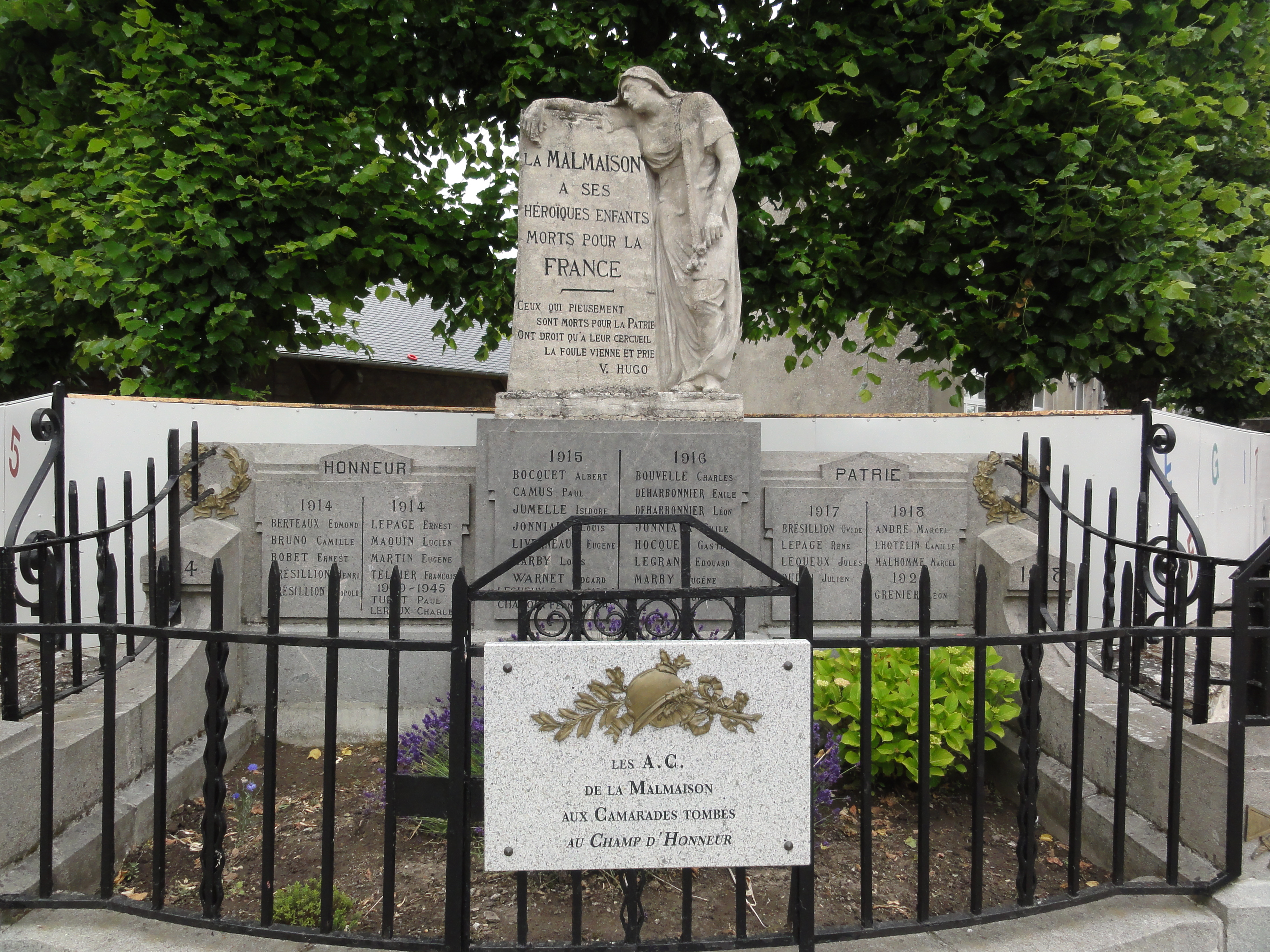
Gefallenendenkmal

- Kirche Saint-Michel
- Postamt
- Soldatengräber des Commonwealth
- Gefallenendenkmal